# Kostrza (Strzegom)
Kostrza je vesnice nacházející se na jihozápadě Polska v Dolnoslezském vojvodství severozápadně od města Strzegom. Nachází se na úpatí zalesněných kopců, z nichž některé jsou odtěžené, protože se zde nachází žulové lomy. Stojí zde kostel.

## Galerie

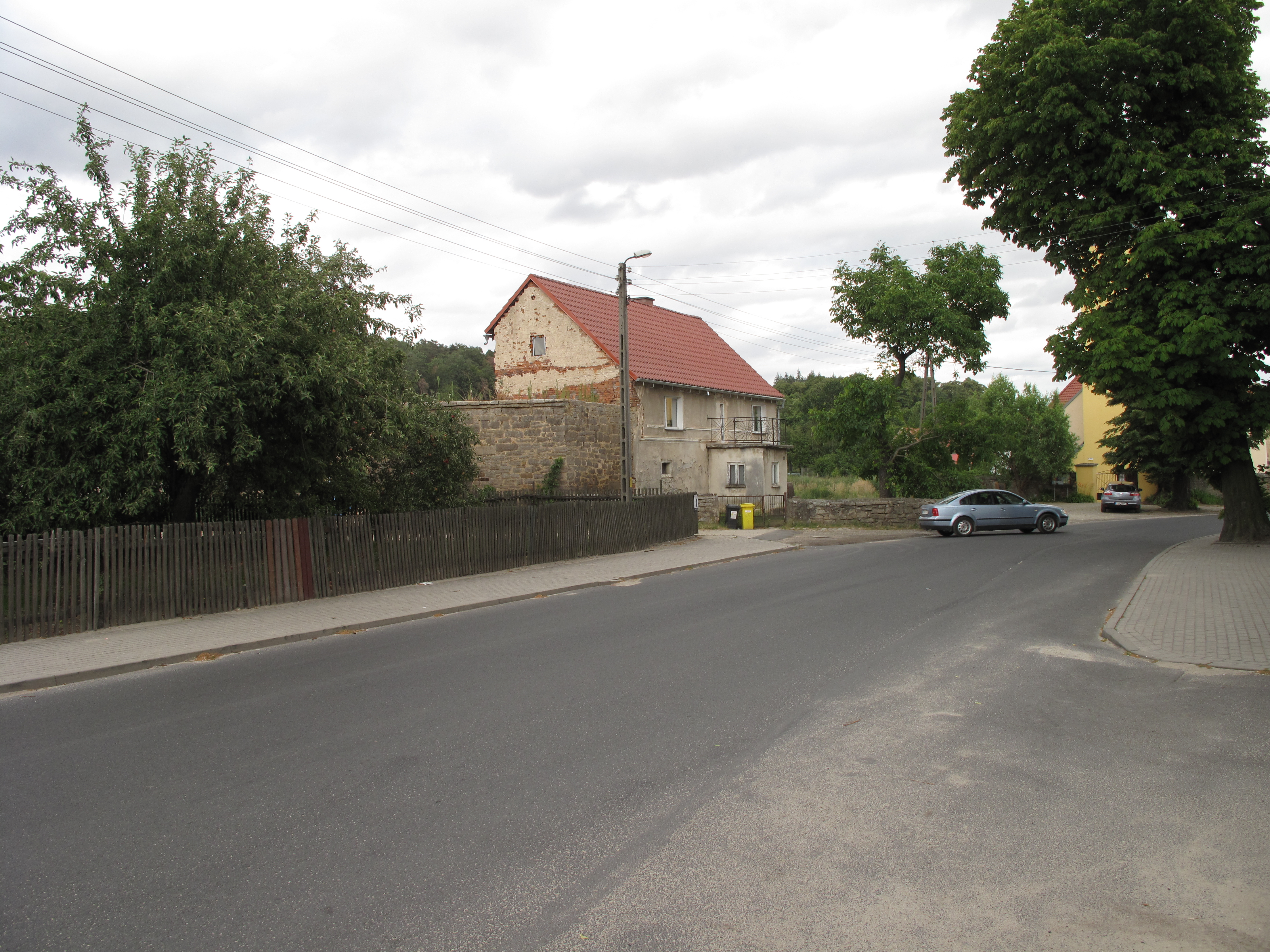
Ulice s domem
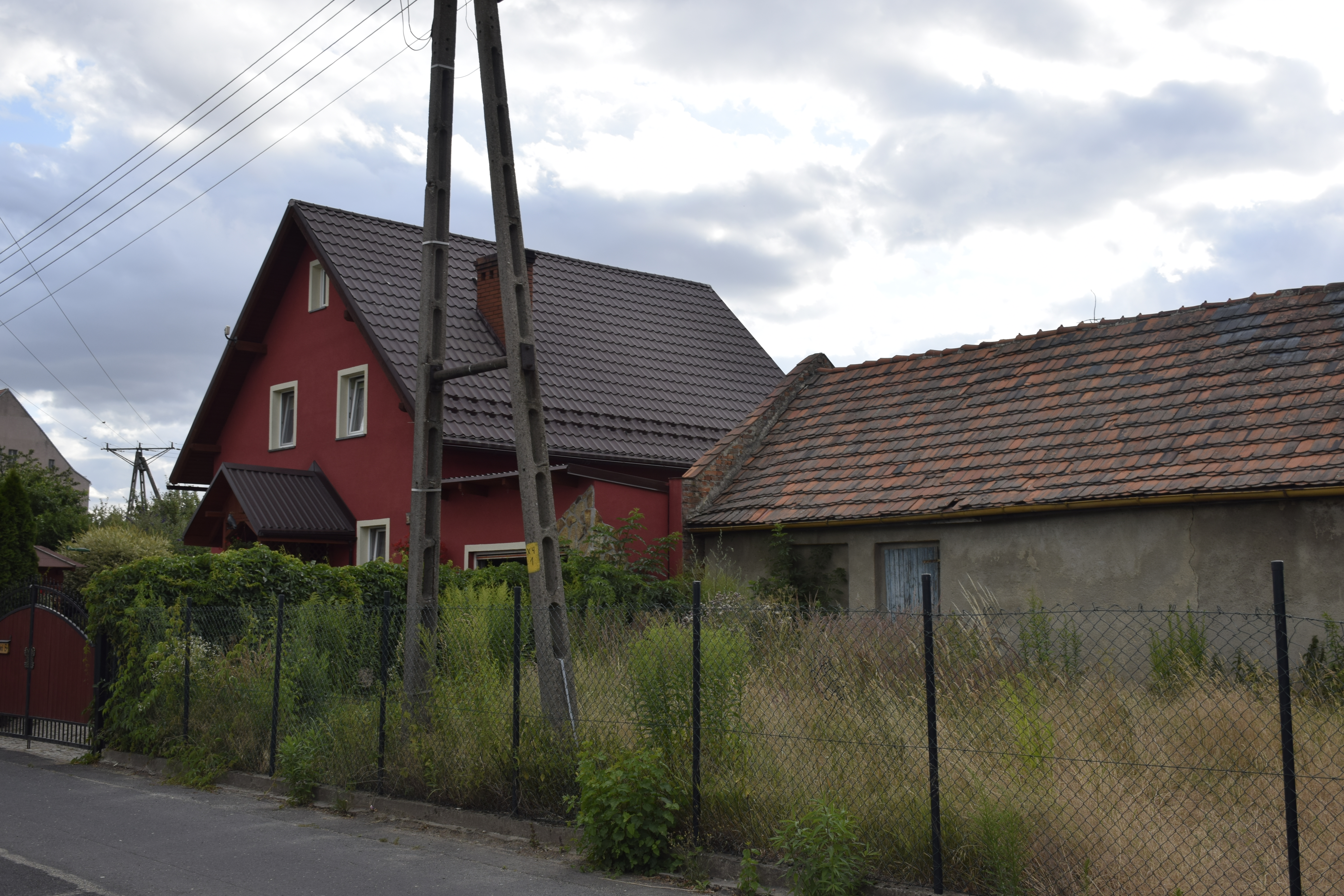
Dům u cesty
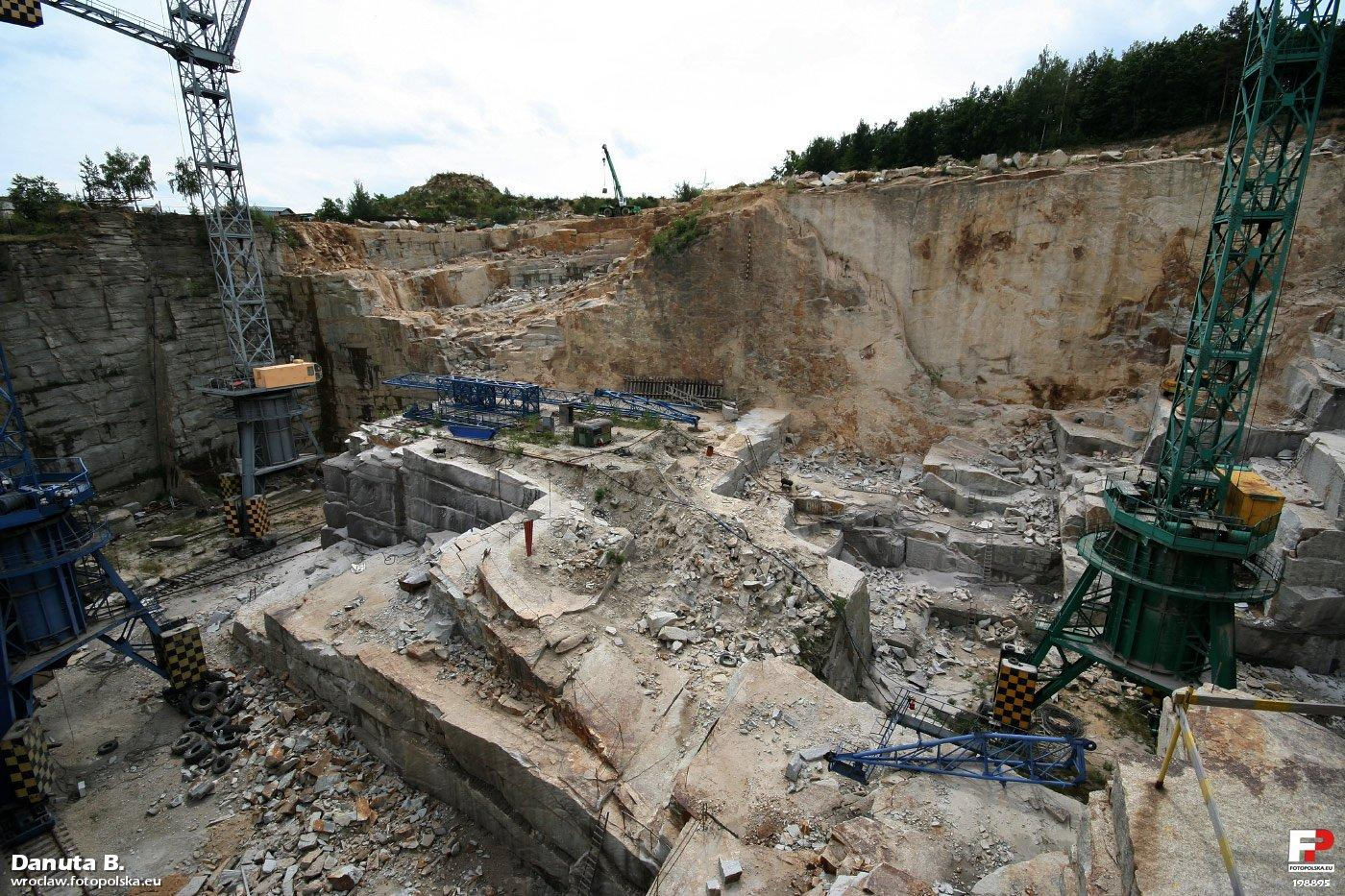
Kamenolom